# Altura metacéntrica

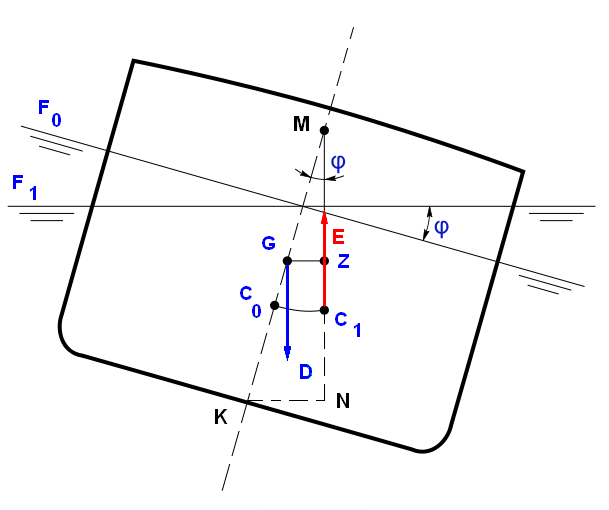
Altura metacéntrica.

Altura metacéntrica transversal inicial: Se define así al segmento {\displaystyle {\overline {GM}}}. Es la ubicación relativa de dos puntos muy importantes para definir el equilibrio de un cuerpo flotante.
El primer punto es el centro de gravedad (G) y el otro el metacentro transversal inicial con coordenadas KG y KM respectivamente.
Si tomamos como origen de las coordenadas a la línea base tendremos que:
{\displaystyle {\overline {GM}}={\overline {KM}}-{\overline {KG}}}

Al efecto de analizar el equilibrio de un buque podemos afirmar que el mismo será:
- Estable si {\displaystyle {\overline {KM}}>{\overline {KG}}}
- Inestable si {\displaystyle {\overline {KM}}<{\overline {KG}}}
- Indiferente si {\displaystyle {\overline {KM}}={\overline {KG}}}

Según sea la altura metacéntrica, positiva, negativa o nula.